# Bergères-sous-Montmirail

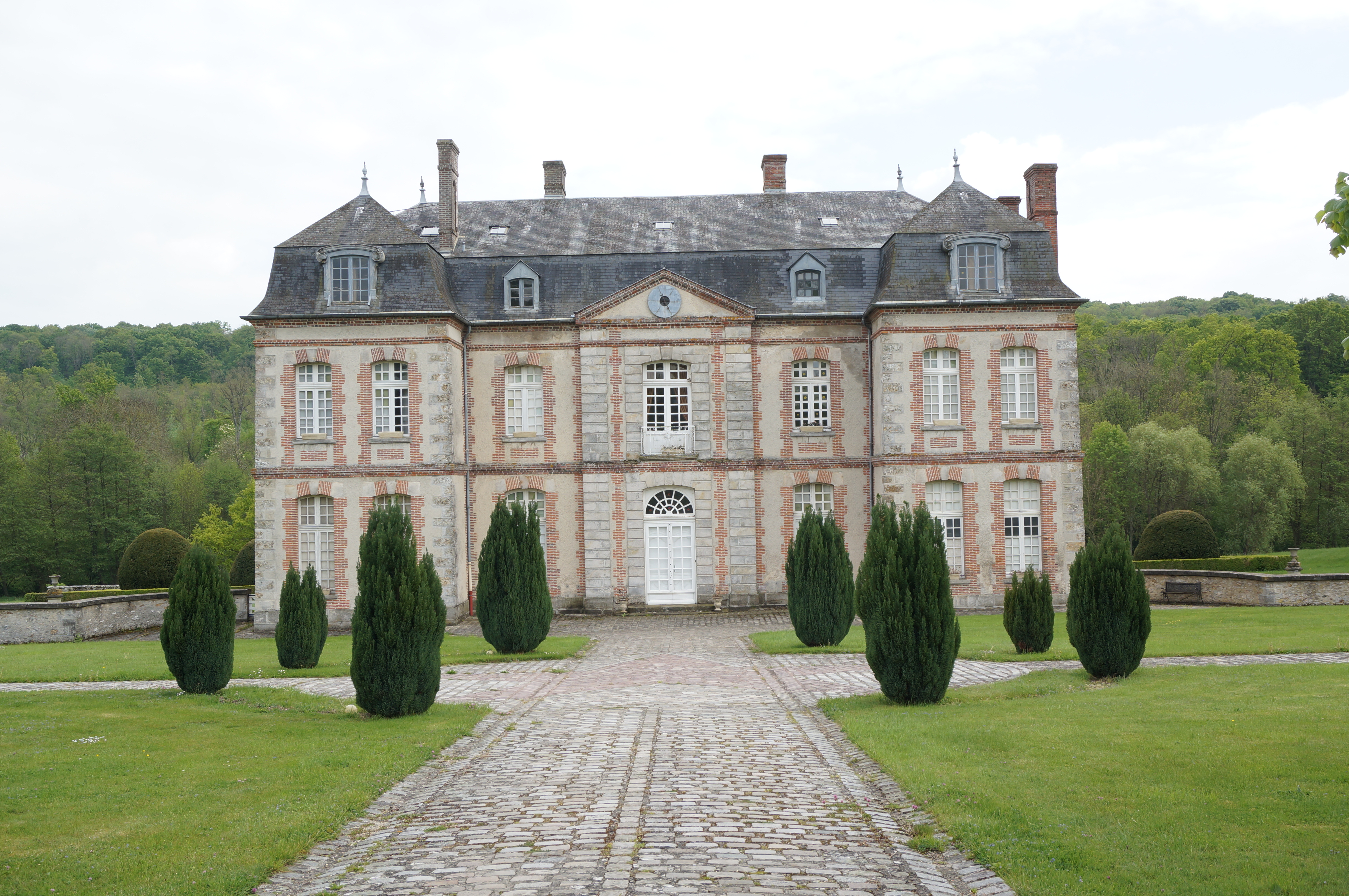
Château Bergéres

Bergères-sous-Montmirail is een gemeente in het Franse departement Marne (regio Grand Est) en telt 139 inwoners (2004). De plaats maakt deel uit van het arrondissement Épernay.

## Geografie
De oppervlakte van Bergères-sous-Montmirail bedraagt 10,3 km², de bevolkingsdichtheid is 13,5 inwoners per km².
De onderstaande kaart toont de ligging van Bergères-sous-Montmirail met de belangrijkste infrastructuur en aangrenzende gemeenten.

## Demografie
Onderstaande figuur toont het verloop van het inwonertal (bron: INSEE-tellingen).